# Cerithiopsidae
Famille
Synonymes
- Seilinae Golikov & Starobogatov, 1975

Les Cerithiopsidae sont une famille de mollusques marins de la classe des gastéropodes, à la position taxinomique encore peu claire mais de la super-famille des Triphoroidea.

## Synonymes
- Aliptinae B. A. Marshall, 1978[1]
- Cerithiopsinae H. Adams & A. Adams, 1853[1]
- Seilinae Golikov & Starobogatov, 1975[1]

## Liste des genres
Selon World Register of Marine Species (7 novembre 2019) :
- genre Alipta Finlay, 1926
- genre Aliptina B. A. Marshall, 1978
- genre Belonimorphis Jay & Drivas, 2002
- genre Cerithiopsidella Bartsch, 1911
- genre Cerithiopsilla Thiele, 1912
- genre Cerithiopsina Bartsch, 1911
- genre Cerithiopsis Forbes & Hanley, 1850
- genre Clathropsis Laseron, 1956
- genre Costulopsis Cecalupo & Robba, 2019
- genre Cubalaskeya Rolán & Fernández-Garcés, 2008
- genre Cyrbasia G. F. Harris & Burrows, 1891 †
- genre Dizoniopsis Sacco, 1895
- genre Ektonos Bouchet & Warén, 1993
- genre Eocolina Chavan, 1952 †
- genre Granulopsis Cecalupo & Perugia, 2012
- genre Horologica Laseron, 1956
- genre Joculator Hedley, 1909
- genre Koilofera Jay & Drivas, 2002
- genre Krachia Baluk, 1975
- genre Krachiopsis Smriglio & Mariottini, 1999
- genre Marshallopsis Cecalupo & Perugia, 2012
- genre Mendax Finlay, 1926
- genre Onchodia Dall, 1924
- genre Ondulopsis Cecalupo & Perugia, 2012
- genre Oparopsis Cecalupo & Perugia, 2015
- genre Paraseila Laseron, 1951
- genre Pilaflexis Laseron, 1951
- genre Potenatomus Laseron, 1956
- genre Prolixodens B. A. Marshall, 1978
- genre Proseila Thiele, 1929
- genre Seila A. Adams, 1861
- genre Seilopsis Tomlin, 1931
- genre Socienna Finlay, 1926
- genre Specula Finlay, 1926
- genre Speculator Warén & Bouchet, 2001
- genre Spinoseila P. A. Maxwell, 1992
- genre Sundaya W. R. B. Oliver, 1915
- genre Synthopsis Laseron, 1956
- genre Tasmalira Dell, 1956
- genre Thereitis Le Renard, 1998 †
- genre Tubercliopsis Laseron, 1956
- genre Zaclys Finlay, 1926